# Almaz (croiseur)
Pour les articles homonymes, voir Almaz (homonymie).
L’Almaz (en russe : Алмаз, ce qui signifie en français « diamant ») est un croiseur de 2e classe construit pour la flotte du vice-roi en Mandchourie, l'amiral Alexeïev. Il est bâti au chantier naval de la Baltique à Saint-Pétersbourg. Son lancement a lieu le 2 juin 1903 et sa mise en service en novembre 1903. Il prend part à la guerre russo-japonaise de 1904-1905 et figure parmi les bâtiments de guerre russes engagés dans la bataille de Tsushima, les 27 mai et 28 mai 1904.

## Historique
Le MTK (Morskoï Tekhnitchestyi Komitet, Comité technique de la marine) envisageait de construire un croiseur de 2e classe (de la classe du Novik ou, selon le projet, de l’Amiral Makarov), mais il s'avéra que la documentation nécessaire faisait défaut. 

### Carrière dans la Marine impériale de Russie
Dès sa mise en service, l’Almaz est affecté à la flotte du Pacifique, où il intègre la 2e escadre. Au cours de la bataille de Tsushima, le croiseur subit peu de dommages et il peut regagner le port de Vladivostok.
L'Almaz était un des seuls navires de l'escadre de l'amiral Rostjvensky a pouvoir réellement dépasser la vitesse de vingt noeuds, c'est ce qui explique qu'il fut un des très rares navires russes à réchapper du massacre de Tsushima, la plupart des bâtiments russes, couverts de végétation marine après un demi tour du monde et à court de maintenance mécanique étaient des proies faciles pour les cuirassés japonais, fraîchement radoubés et bénéficiant d'un enviable avantage de vitesse.
Après le combat naval des 27 mai et 28 mai 1904, on dénombra six tués et treize blessés à bord du bâtiment de guerre.
Le 2 novembre 1905, l’Almaz est transféré en mer Baltique. De 1906 à 1908, le croiseur est utilisé comme yacht impérial.
À l'été 1909, il fait partie de l'escadre présente à Cherbourg lors de la visite d'État du tsar Nicolas II.

#### Première Guerre mondiale
En 1911, après des réparations effectuées au chantier naval franco-russe, l’Almaz est affecté à la flotte de la mer Noire. Au cours de la Première Guerre mondiale, sept canons de 152 mm sont installés à bord du croiseur. 
le 5 novembre 1914, l’Almaz prend part à la bataille du cap Sarytch. Le 28 mars 1915, il participe au premier bombardement du Bosphore. Il est converti en porte-hydravions en 1916.

### Guerre civile russe
La République soviétique d’Odessa prend en janvier 1918 le contrôle de l’Almaz à quai à Odessa et, sur ordre de Vladimir Ioudovskiy (ru) du « Milrevkom » bolchévik, déchaîne la terreur rouge : quatre cents officiers sont exécutés à bord du navire, transformés en bloc de glace sur le pont à force de jets d'eau, ou jetés vivants dans la chaudière.
Selon les protocoles du traité de Brest-Litovsk entre la Russie bolchevique et l’Empire allemand, Odessa est occupée (avec les pays Baltes, la Biélorussie et l’Ukraine) par l’administration militaire austro-allemande. L’Almaz sert alors à évacuer le gouvernement de la République soviétique d’Odessa, présidé par Vladimir Ioudovskiy, sur Sébastopol, où le bâtiment est livré aux troupes d’occupation allemandes en novembre 1918, mais celles-ci doivent se retirer peu après en raison de l’armistice, et les forces britanniques prennent possession de l’Almaz. Pendant la Guerre civile russe (1918-1920), il participe à l’intervention des forces alliées en Ukraine. Il est intégré en 1920 dans la flotte de l'Armée blanche de Wrangel. Avec d’autres navires russes blancs, il procède à l’évacuation d’un détachement de près de deux mille cosaques internés en Géorgie, du 22 septembre au 23 septembre 1920, dans de mauvaises conditions météorologiques. Il est alors placé sous le commandement du capitaine de 2e classe V.A. Grigorkov. 
Le 14 novembre 1920, l’escadre russe blanche commandée par l’amiral Osteletsky jette l’ancre dans le port de Bizerte en Tunisie où les autorités françaises l’internent un mois plus tard.

### Propriété de laMarine soviétique
Après l’établissement des relations diplomatiques entre la France et la Russie soviétique, le 19 octobre 1924, le gouvernement français reconnaît l’Almaz comme propriété de l’Union soviétique mais, vu l’état du navire, l’URSS, qui a besoin de devises, le vend à une société française pour son démantèlement en 1934.

### Sources et bibliographie
- (ru) G.I. Zouïev : Le croiseur « Almaz », Gangut no 7.
- (ru) A.P. Tchegodaïev-Sakonsky  À « Almaz » (par le biais de Libava Tsusimu - Vladivostok). Saint-Pétersbourg, MA Leonov Editeur, 2004. — 128 с. - 128 pp.  (ISBN 5-902236-15-0)
- (ru) La Guerre civile en Russie : mer Noire, la flotte — М.: АСТ, 2002. - Moscou: AST, 2002. — 544 с. - 544 pp. — (Bibliothèque historique-militaire),  (ISBN 5-17-012874-6)